# Gornau
Gornau és un municipi alemany del Districte d'Erzgebirge, Amt de Zschopau, Bundesland de Saxònia.

## Nuclis
Té tres nuclis de població:
- Gornau
- Dittmannsdorf
- Witzschdorf